# Anthony Ujah
Anthony Ujah (Ugbokolo, 14 ottobre 1990) è un calciatore nigeriano, attaccante del Botev Plovdiv.

## Biografia
Nel marzo 2015, dopo aver segnato la rete del definitivo 4-1 per il Colonia contro l’Eintracht Francoforte, Ujah esagera con l’esultanza, avvicinandosi alla panchina e prendendo per le corna Hennes VIII, la capretta mascotte della squadra. Il giocatore è stato accusato di violenza sugli animali, ma Ujah si è scusato immediatamente in seguito a questo episodio.

## Caratteristiche tecniche
Attaccante ambidestro e dotato di un tiro potente, ha una buona tecnica individuale ed una grande freddezza sotto porta.

## Carriera

### Club
Ujah è cresciuto nella piccola cittadina di Ugbokolo, in Nigeria. Ha iniziato la carriera nell'Abuja, finché nel 2005 non è stato ingaggiato Kano Pillars. Nel 2008, è stato acquistato dai Warri Wolves. A gennaio 2010, si è trasferito in Norvegia, al Lillestrøm. Il 14 marzo dello stesso anno, ha esordito nella sconfitta per tre a zero contro l'Aalesund, venendo anche ammonito. Il 21 marzo, ha siglato una doppietta contro il Tromsø, permettendo al suo Lillestrøm di imporsi per due a zero.
In Norgesmesterskapet, è stato schierato in campo in tre incontri, realizzando altrettante marcature: contro l'Hauerseter è andato a segno per la rete del cinque a zero della sua squadra (entrando al posto di Arild Sundgot a partita in corso), mentre contro il Brumunddal è andato a segno in due occasioni.
Il 28 giugno 2011 è stato ufficializzato il suo passaggio al Magonza, dove rimane una stagione per poi trasferirsi a Colonia.
Il 5 maggio 2015 viene ufficializzato che al termine della stagione 2014-2015 si trasferirà al Werder Brema.

### Nazionale
Ha giocato nella nazionale nigeriana Under-23.
Tra il 2013 ed il 2015 ha giocato complessivamente 7 partite con la nazionale maggiore nigeriana, senza mai segnare.

## Palmarès

### Club

#### Competizioni nazionali
- Campionato tedesco di seconda divisione: 1

Colonia: 2013-2014